# Beker van sjeik Jassem van Qatar
De beker van sjeik Jassem van Qataris een Qatarees bekertoernooi waaraan voetbalclubs meedoen uit de Qatari League. Het toernooi vond voor het eerst plaats in 1972. Iedere ronde in het toernooi wordt gespeeld via het knock-outsysteem.

## Winnaars
- 1972 : onbekend
- 1973 : onbekend
- 1974 : onbekend
- 1975 : onbekend
- 1976 : onbekend
- 1977 : Al-Sadd
- 1978 : Al-Sadd
- 1979 : Al-Sadd
- 1980 : Al-Arabi
- 1981 : Al-Sadd
- 1982 : Al-Arabi
- 1983 : Qatar SC
- 1984 : Qatar SC
- 1985 : Al-Sadd
- 1986 : Al-Sadd
- 1987 : Qatar SC
- 1988 : Al-Sadd
- 1989 : Al-Wakrah
- 1990 : Al-Sadd
- 1991 : Al-Wakrah
- 1992 : Al-Rayyan
- 1993 : niet gehouden
- 1994 : Al-Arabi
- 1995 : Qatar SC
- 1996 : Al-Shamal
- 1997 : Al-Sadd
- 1998 : Al-Wakrah - Al-Ahli (2-0)
- 1999 : Al-Sadd - Al-Khor (3-2)
- 2000 : Al-Rayyan - Al-Khor (2-0)
- 2001 : Al-Sadd
- 2002 : Al-Khor - Qatar SC (1-0)
- 2003 : Al-Shabab - Al-Wakrah (2-1)
- 2004 : Al-Wakrah - Qatar SC (1-1)
- 2005 : Al-Gharrafa - Al-Ahli (2-1)
- 2006 : Al-Sadd - Al-Rayyan (2-0)
- 2007 : Al-Gharrafa
- 2008 : Al-Arabi
- 2009 : Umm-Salal
- 2010 : Al-Arabi
- 2011 : Al-Arabi
- 2012 : Al-Rayyan
- 2013 : Al-Rayyan
- 2014 : Al-Sadd
- 2015 : Lekhwiya